# Lyche Sophia Friis
Lyche Sophia Friis, född 1699, död 1747, var en dansk-svensk poet. 
Hon var från åtminstone 1732 verksam som guvernant i Sverige. Hon var på sin tid känd för sina språkkunskaper, vilket gjorde att hon upptogs i samtida danska uppslagsverk och därmed blev känd över Europa. Hennes brevväxling med Frederik Christian Eilschov har utgivits. Hon gifte sig 1736 med Gustaf Ernst von Bildstein.